# Lillträsket (Råneå socken, Norrbotten, 736693-178455)
Lillträsket är en sjö i Bodens kommun i Norrbotten och ingår i Töreälvens huvudavrinningsområde.